# Julião da Kutonda
Julião da Kutonda (Luanda, 5 de abril de 1965 - Paris, 19 de abril de 2004) foi um futebolista angolano que atuava como defensor.

## Carreira de jogador
Representou 3 clubes em sua carreira profissional: Independente Tômbua (o período em que jogou é desconhecido), Académica do Lobito (1994 a 1995) e Primeiro de Agosto, onde foi bicampeão nacional em 1998 e 1999, além de vencer a SuperTaça de Angola por 3 vezes.

## Seleção Angolana
Julião fez parte das convocações da Seleção Angolana de Futebol entre 1997 e 2001, atuando em 34 jogos. Participou de uma edição da Copa Africana de Nações, em 1998 (não jogou).

## Morte
14 dias após completar 39 anos de idade, o defensor faleceu num acidente automobilístico em Paris.

## Títulos
Primeiro de Agosto
- Girabola: 2 (1998 e 1999)
- SuperTaça de Angola: 3 (1998, 1999 e 2000)